# Anton Vyacheslavovich Piskunov
Bản mẫu:Eastern Slavic name
Anton Vyacheslavovich Piskunov (tiếng Nga: Антон Вячеславович Пискунов; sinh ngày 13 tháng 2 năm 1989 ở Suzemka) là một cầu thủ bóng đá người Nga. Anh thi đấu cho F.K. Rotor Volgograd.